# Johann Baptist Demuth
Johann Baptist Demuth (* 4. Januar 1844 in Blieskastel; † 19. Dezember 1918 in Speyer) war ein deutscher Mediziner und Ernährungswissenschaftler.

## Leben
Johann Baptist Demuth studierte an den Universitäten München, Erlangen und Würzburg Medizin. In München wurde er 1865 Mitglied des Corps Franconia. Ab 1868 war er in Frankenthal in der Kreis-Kranken- und Pflegeanstalt Assistenzarzt. 1869 wurde er in Würzburg zum Dr. med. promoviert. 1873 ließ er sich in Frankenthal als praktischer Arzt nieder. 1885 wurde er zum königlichen Landesgerichtsarzt und 1898 zum königlichen Medizinalrat ernannt. Ab 1899 war er königlicher Direktor der Kreis-Kranken- und Pflegeanstalt in Frankenthal, zuletzt als Regierungs-Obermedizinalrat.
Demuth verfasste zahlreiche Schriften zu Ernährungsfragen sowie eine größere Reihe medizinischer Artikel in der Münchener Medizinischen Wochenschrift, im Vereinsblatt der Pfälzischen Ärzte und in Friedreich’s Blättern für gerichtliche Medizin und Sanitätspolizei. Er war Redakteur des Vereinsblattes der Pfälzischen Ärzte.

## Schriften
- Ueber die Behandlung des Wechselfiebers mit Chinoidin, 1869
- Wie lebt man gut und billig?, 1882
- Zur Kur der Fettleibigkeit, 1883
- Über die Contagiosität der Lungentuberculose, mit Beiträgen aus der Praxis Pfälzischer Ärzte, 1883
- Fett und Kohlehydrate! Eine Erwiderung auf Wilhelm Ebstein: Fett oder Kohlehydrate?, 1885
- Über den Werth der Butter und Sauermilch bei der Ernährung der Gesunden und Kranken, 1887
- Über Contusionspneumonie, 1888
- Über Nährwerth der Nahrungsmittel, 1889
- Über die bei der Ernährung des Menschen nothwendige Eiweissmenge, 1892
- Zur Frage des Eiweissbedarfes, 1893